# Cerastium arvense
Cerastium arvense es una herbácea de la familia de las cariofiláceas.

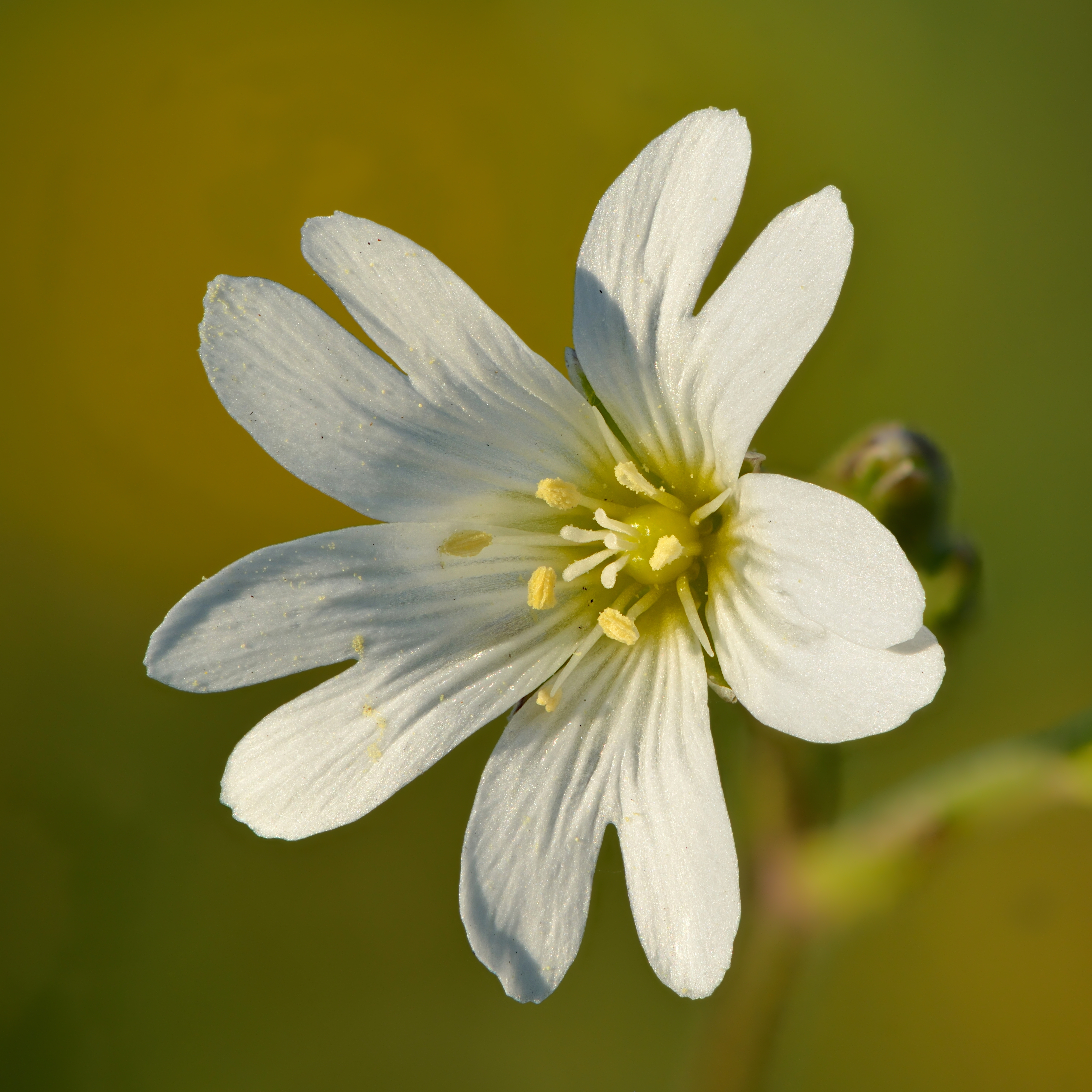
Detalle de la flor

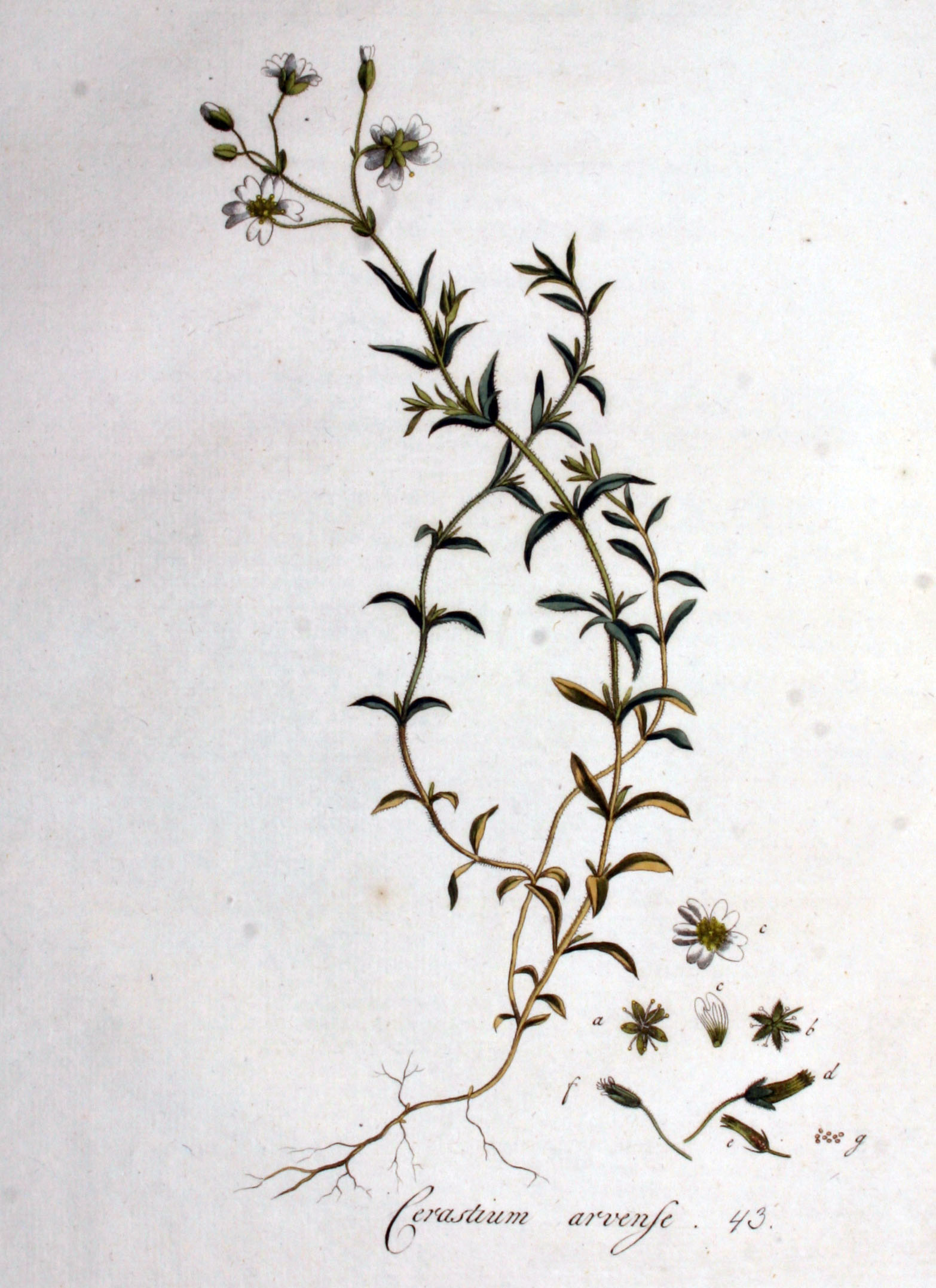
Ilustración

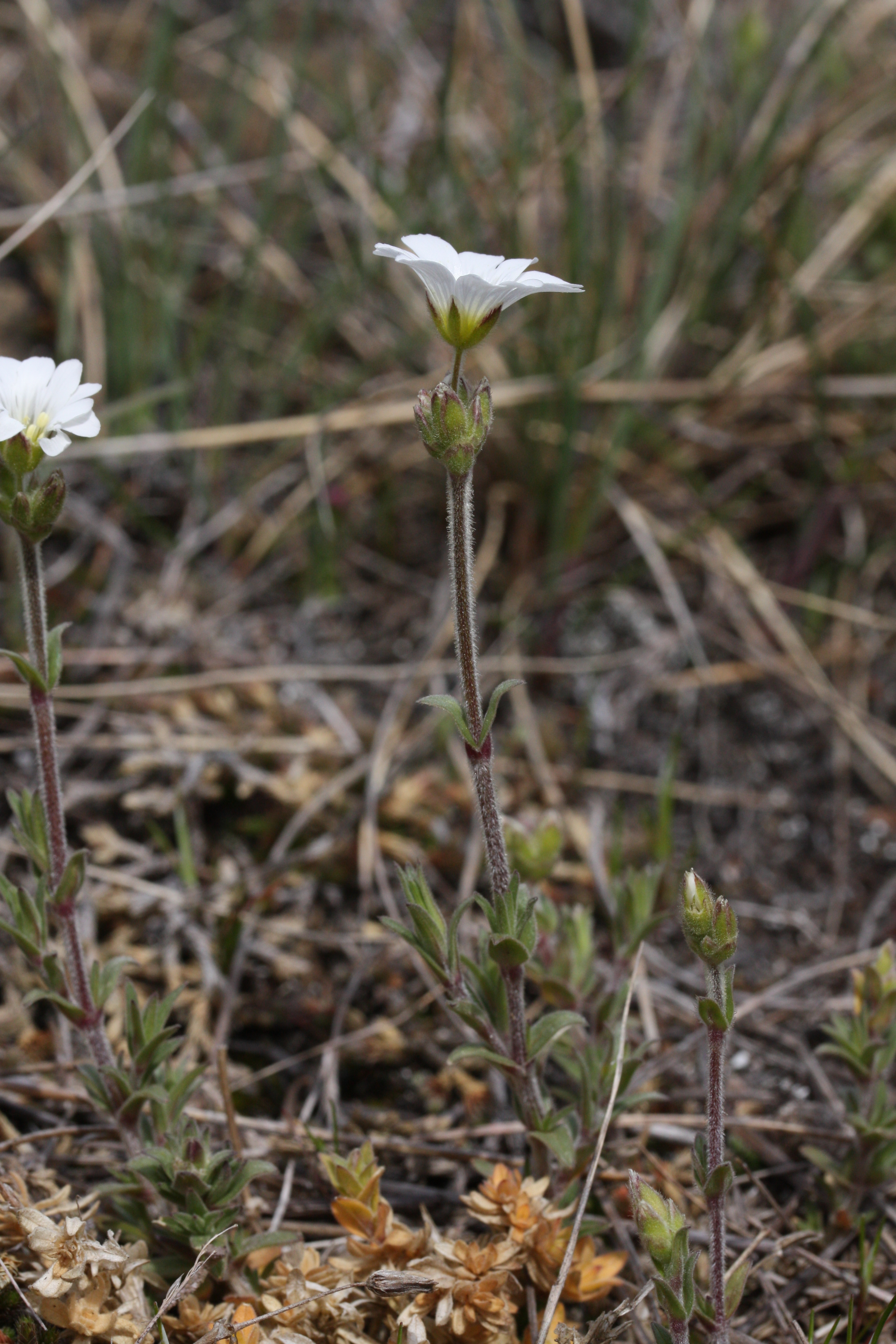
Vista de la planta

## Descripción
Cerastium arvense es una planta perenne, pilosa, extensa, muy ramosa, con tallos florales de hasta 30 cm. Hojas lineal-lanceoladas, algo pilosas. Flores blancas, de 15-17 mm de diámetro, en inflorescencias laxas. Pétalos bilobulados, el doble de largos que los sépalos que son peloso-glandulares en márgenes escariosos y ápice agudo escarioso. Especie muy variable. Florece en primavera y verano. 

## Hábitat
Brezales arenosos, praderas secas. En las montañas del centro de España aparece en grietas de rocas graníticas por encima de los 1300 m. 

## Distribución
Se distribuye por casi toda Europa.

## Taxonomía
Cerastium arvense fue descrita por  Carolus Linnaeus y publicado en Species Plantarum 1: 438. 1753.
Etimología
Cerastium: nombre genérico que proviene del griego: keras (= cuerno), probablemente refiriéndose a la forma de los frutos del género. Fue latinizado más tarde por el botánico alemán Johann Jacob Dillenius (1684-1747) y luego, eventualmente asumida por Carlos Linneo en 1753. 
arvense: epíteto latino que significa "cultivada en los campos".
Citología
Número de cromosomas de Cerastium arvense (Fam. Caryophyllaceae) y táxones infraespecíficos: 2n=72
Subespecies
- Cerastium arvense subsp. arvense L.
- Cerastium arvense subsp. fuegianum (Hook. f.) Ugborogho
- Cerastium arvense subsp. maximum (Hollick & Britt.) Ugborogho
- Cerastium arvense subsp. strictum (L.) Ugborogho
- Cerastium arvense var. velutinum (Raf.) Britt.
- Cerastium arvense subsp. velutinum (Raf.) Ugborogho
- Cerastium arvense var. villosum (Muhl. ex Darl.) Hollick & Britt.[4]

Sinonimia
- Cerastium ibericum Sennen & Elías
- Cerastium molle Vill.
- Cerastium secallii Pau[5]
- Alsine arvensis (L.) E.H.L.Krause
- Centunculus angustifolius Scop.
- Centunculus arvensis (L.) Scop.
- Centunculus rigidus Scop.
- Cerastium alpicolum Brügger
- Cerastium alpinum All.
- Cerastium ambiguum Fisch. ex Ser.
- Cerastium angustifolium Vitman
- Cerastium arvensiforme var. glandulosum Wedd.
- Cerastium brachycarpum Schur
- Cerastium busambarense Lojac.
- Cerastium caespitosum Kit. ex Rchb.
- Cerastium camphoratifolium Steud.
- Cerastium carnosulum Turcz. ex Ledeb.
- Cerastium collinum Salisb.
- Cerastium corsicum Soleirol ex Nyman
- Cerastium fueguianum Albov
- Cerastium grahamii Gillies ex Griseb.
- Cerastium grandiflorum Gilib.
- Cerastium incanum Ledeb.
- Cerastium insubricum Moretti ex Rchb.
- Cerastium mendozinense Gillies ex Griseb.
- Cerastium mutabile Gren.
- Cerastium poelianum Brügger
- Cerastium polyphyllum Steven ex Ledeb.
- Cerastium serpyllifolium Willd.
- Cerastium strictum L.
- Cerastium uralense Grubov
- Leucodonium arvense (L.) Opiz
- Myosotis linearis Moench
- Stellaria arvensis (L.) Gray[6]

## Nombre común
- Castellano: oreja de ratón.[7]